# Mohedas de Granadilla
Mohedas de Granadilla település Spanyolországban, Cáceres tartományban. Mohedas de Granadilla Guijo de Granadilla, Cerezo, Casar de Palomero, La Pesga és Zarza de Granadilla községekkel határos. Lakosainak száma 850 fő (2024).

## Népesség
A település népessége az elmúlt években az alábbi módon változott:
| Lakosok száma | 1110 | 1071 | 1029 | 976  | 992  | 867  | 844  | 836  | 849  | 850  |
|               | 2001 | 2004 | 2006 | 2009 | 2011 | 2014 | 2016 | 2019 | 2021 | 2024 |